# Сур (футбольний клуб)
«Сур» (араб. نادي صور الرياضي) — оманський футбольний клуб, що базується в місті Сур.

## Історія
Заснований у 1969 році «Сур» найвищих своїх успіхів досяг в кінці 1990-х років. Він двічі поспіль ставав чемпіоном Оману, в сезонах 1994/95 і 1995/96. У першому випадку доля титулу визначалася в додатковому матчі, в якому «Сур» здолав «Аль-Сіб» з рахунком 2:1. Вдруге «Сур» виграв чемпіонат з відривом у шість очок від «Оман Клабу», який фінішував другим. У наступних двох чемпіонатах «Сур» фінішував на другому місці.
У 1990-ті роки команду двічі (1994-95 і 1998) очолював російський тренер Олександр Івченко, разом з ним за команду виступали футболісти Андрій Баранов, Шаміль Багізаєв і Марат Мулашев. Перший раз команда стала чемпіоном Оману, другий прихід був менш вдалим, оскільки клуб втратив фінансування, і вже в ході першого кола росіяни покинули команду.
В азійському Кубку чемпіонів 1997/98 «Сур» був розгромлений за сумою двох матчів іракським клубом «Аль-Завраа» з рахунком 0:9 (0:5 вдома і 0:4 в гостях) в першому раунді.
У сезоні 2015/16 клуб зайняв 13 місце і вилетів з вищого дивізіону.

## Досягнення
- Чемпіон Оману (2): 1994/95, 1995/96
- Володар Кубка Оману (3): 1973/74, 1992/93, 2007/08
- Володар Суперкубка Оману (1): 2008